# Hugues Reiner
Pour les articles homonymes, voir Reiner.
 (mars 2011).
Hugues Reiner (né en 1960) est un chef d'orchestre, chef de chœur, pianiste et compositeur français.

## Biographie
Hugues Reiner est né en 1960 dans une famille d'écrivains. Son père est Silvain Reiner, écrivain français (1921-2002), sa mère Anne-Marie Vry est sociologue.
Il étudie le chant avec Jacqueline Morin qu'il va accompagner dans de nombreux concerts. Il chante aussi comme baryton-basse dans des oratorios : Requiem de Fauré, Mozart, Duruflé, Brahms…
À 17 ans, après un an d'étude du violon, il entre à la formation des Jeunes de l'Orchestre de Paris fondé par Daniel Barenboim et participe à des concerts sous la direction de Jean-Claude Casadesus. Il chante dans le chœur de l'Orchestre de Paris, sous la direction d'Arthur Oldham. Il étudie la direction d'orchestre et la direction de chœur avec Jean-Claude Hartemann.
À 22 ans, il est appelé pendant son service national pour diriger le Chœur de l'Armée française (Garde républicaine) qui vient d’être créé par le ministre de La Défense Charles Hernu. À 25 ans, il dirige son premier concert au Théâtre des Champs-Élysées lors du prix des droits de l'Homme du Journal Lacroix[Quoi ?] avec le pianiste Miguel Angel Estrella.[réf. nécessaire]
Depuis les années 1980, il fait participer à ses concerts des artistes au vécu particulier, des personnes exclues, en situation de handicap.
En 1993, il dirige un concert filmé au sommet du Mont Blanc (Fantaisie pour piano, chœur et orchestre de Beethoven) diffusé dans toute l'Europe via la Chaîne de télévision européenne, organisé par l'auteur Roger Lombardot pour venir en aide aux enfants réfugiés de l'ex-Yougoslavie.
La même année, il s'est rendu à plusieurs reprises à Sarajevo avec une invitation de la présidence bosniaque pour reconstituer l'Orchestre de la Radio-Télévision de la ville assiégée avec des musiciens serbes, croates et bosniaques.
En 1994, il dirige l'Orchestre Symphonique de la Radio Télévision Luxembourgeoise (RTL) dans l'Adagio à l'Europe, une œuvre écrite par Didier Van Damme pour l'Union européenne en 1970. Il dirige l'intégrale des symphonies de Mahler à Saratov, Vilnius, Klug, Napoca et Belgrade.
En France, il a dirigé, salle Pleyel, salle Gaveau, Théâtres du Châtelet et des Champs-Élysées, grand auditorium de Radio France, Palais de l'UNESCO..., l'intégrale des symphonies de Gustav Mahler et programmé régulièrement les œuvres sacrées de Mozart, Beethoven, Brahms, Dvořák, Tchaïkovski, etc.
En hommage aux victimes des attentats de 2015 à Paris, il rassemble en trois jours un orchestre et 450 choristes pour interpréter le Requiem de Mozart à l'Église Saint-Sulpice en présence de personnalités des communautés musulmane, chrétienne et juive.
Hugues Reiner a fondé les Chœurs Résilience avec le parrainage du neuropsychiatre Boris Cyrulnik.
Il travaille également sur les réformes de l'ONU et a rédigé le manifeste dont les liens sont donnés en référence,, :

## Discographie
- Elegie de Gabriel Fauré et Requiem de Maurice Duruflé

Choeurs et orchestre Albert Roussel dir. Hugues Reiner (1987 LOR-Disc hors commerce)
- Les Violons de l'hiver

Orchestre de Sarajavo, dir H. Reiner - (CD Polygram 1994)
Extraits des symphonie n° 3 en mi bemol et n° 7 en la majeur de Beethoven - Orchestre de Sarajavo
- Carmina Burana (2009)

- Requiem op.21 (2022) enregistrement live du 30 juin 2022 Eglise St Sulpice Paris (double CD  hors commerce)[9]

## Compositions sous numéro d’opus
- Opus  1 — Vocal Suite pour ténor et orchestra
- Opus 21 — Requiem[9]
- Opus 23 — Cantate pour trompette, voix, orgue et orchestre
- Opus 24 — Symphony N1
- Opus 25 — Vocal suite "Lorsque je serai mort"
- Opus 26 — 20 mélodies
- Opus 27 — "Je vous salue, Marie"
- Opus 29 — Messe "Sainte Thérèse de Lisieux"
- Opus 30 — Stabat Mater
- Opus 30 — Cantate Charles de Gaulle (extrait du Stabat Mater)
- Opus 31 — 4 poems d'Pouchkine
- Opus 32 — Violin Sontata
- Opus 33 — Violoncelle Sontata
- Opus 34 — Piano Sontata
- Opus 35-36 — Sur les chemins de belle France
- Opus 37 — D'un chant de l'eau
- Opus 38 — Flute-Piano Sonata
- Opus 39 — Messe de l'Ane

## Distinctions
- Hugues Reiner est fait Chevalier des Arts et des Lettres le 4 juillet 2018[10]